# Јелена Симић
Јелена Симић (Бијељина, 19. фебруар 1992) је босанскохерцеговачка тенисерка.
У својој каријери освојила је четири титуле у сингл и пет титула у дубл такмичењима на турнирима Међународне тениске федерације. Најбољи сингл ранкинг имала је 1. августа 2016. године, када је била 433. мјесто, а најбољи дубл ранкинг 30. априла 2018. године, када је била 426. мјесто.
Игра за Босну и Херцеговину у Фед купу, а однос побједа и пораза јој је 6-12, од чега је 3-8 у синглу и 3-4 у дублу.

## ИТФ финала (13–10)

### Синглови (5–3)
| Легенда          |
| ---------------- |
| $100.000 турнири |
| $75.000 турнири  |
| $50.000 турнири  |
| $25.000 турнири  |
| $15.000 турнири  |
| $10.000 турнири  |

| Финала по подлогама |
| ------------------- |
| Тврда (1–0)         |
| Шљака (4–3)         |
| Трава (0–0)         |
| Покривач (0–0)      |

| Исход        | Бр. | Датум              | Категорија | Турнир                 | Подлога | Противник               | Резултат                |
| ------------ | --- | ------------------ | ---------- | ---------------------- | ------- | ----------------------- | ----------------------- |
| Побједа      | 1.  | 27. јул 2015.      | $10.000    | Тунис, Тунис           | Шљака   | Марија Марфутина        | 1–6, 6–3, 6–4           |
| Побједа      | 2.  | 3. август 2015.    | $10.000    | Тунис, Тунис           | Шљака   | Барбара Бонић           | 6–2, 6–4                |
| Друго мјесто | 1.  | 10. август 2015.   | $10.000    | Тунис, Тунис           | Шљака   | Деа Херџелаш            | 6–3, 6–7(6–8), 3–6      |
| Побједа      | 3.  | 9. новембар 2015.  | $10.000    | Порт Ел Кантави, Тунис | Тврда   | Ема Бургић Буцко        | 3–6, 6–1, 6–4           |
| Друго мјесто | 2.  | 5. децембар 2016.  | $10.000    | Хамамет, Тунис         | Шљака   | Валентини Граматикопулу | 1–6, 3–6                |
| Друго мјесто | 3.  | 12. децембар 2016. | $10.000    | Хамамет, Тунис         | Шљака   | Каролина Мелигени Алвес | 0–6, 6–4, 5–7           |
| Побједа      | 4.  | 5. фебруар 2017.   | $15.000    | Хамамет, Тунис         | Шљака   | Јана Сизикова           | 6–7(5–7), 6–4, 7–6(7–2) |
| Побједа      | 5.  | 12. мај 2017.      | $15.000    | Хамамет, Тунис         | Шљака   | Дебора Керфс            | 7–6(7–1), 2–6, 6–4      |

### Дублови
| Легенда          |
| ---------------- |
| $100.000 турнири |
| $75.000 турнири  |
| $50.000 турнири  |
| $25.000 турнири  |
| $15.000 турнири  |
| $10.000 турнири  |

| Финала по подлогама |
| ------------------- |
| Тврда (3–1)         |
| Шљака (5–7)         |
| Трава (0–0)         |
| Покривач (0–0)      |

| Исход        | Бр. | Датум               | Категорија | Турнир                 | Подлога | Партнер                 | Противник                              | Резултат              |
| ------------ | --- | ------------------- | ---------- | ---------------------- | ------- | ----------------------- | -------------------------------------- | --------------------- |
| Друго мјесто | 1.  | 17. новембар 2014.  | $10.000    | Сус, Тунис             | Тврда   | Деа Херџелаш            | Натела Џаламиџе Олександра Корашвили   | 3–6, 1–6              |
| Побједа      | 1.  | 27. јул 2015.       | $10.000    | Тунис, Тунис           | Шљака   | Софија Луини            | Алина Весел Ленка Винерова             | 7–6(7–5), 3–6, [10–8] |
| Побједа      | 2.  | 28. септембар 2015. | $10.000    | Порт Ел Кантави, Тунис | Тврда   | Валентини Граматикопулу | Анет Мунозова Јана Сизикова            | 4–6, 6–4, [10–6]      |
| Побједа      | 3.  | 12. октобар 2015.   | $10.000    | Порт Ел Кантави, Тунис | Тврда   | Валерија Стракова       | Софи Ојен Кира Шроф                    | 6–3, 6–4              |
| Побједа      | 4.  | 9. новембар 2015.   | $10.000    | Порт Ел Кантави, Тунис | Тврда   | Ема Бургић Буцко        | Мирабеле Нјозе Миранда Рамирез         | 7–6(7–4), 6–4         |
| Друго мјесто | 2.  | 26. септембар 2016. | $10.000    | Пула, Италија          | Шљака   | Снехадеви Реди          | Петра Крејсова Далила Спитери          | 0–6, 6–1, [3–10]      |
| Побједа      | 5.  | 12. децембар 2016.  | $10.000    | Хамамет, Тунис         | Шљака   | Тамара Чуровић          | Одри Алби Џејд Сувријн                 | нема                  |
| Друго мјесто | 3.  | 27. март 2017.      | $15.000    | Анталија, Турска       | Шљака   | Сандра Јамричова        | Ксенија Палкина Софија Шапатава        | 4–6, 5–7              |
| Друго мјесто | 4.  | 12. мај 2017.       | $15.000    | Хамамет, Тунис         | Шљака   | Наталија Костић         | Наикта Бејнс Кијара Грим               | 6–4, 3–6, [4–10]      |
| Побједа      | 6.  | 20. мај 2017.       | $15.000    | Хамамет, Тунис         | Шљака   | Наталија Костић         | Лиса Пономар Далила Спитери            | 6–4, 6–4              |
| Побједа      | 7.  | 26. новембар 2017.  | $15.000    | Хамамет, Тунис         | Шљака   | Инес Мурта              | Јулија Куликова Денисе-Антонела Стоица | 7–5, 5–7, [10–7]      |
| Друго мјесто | 5.  | 3. децембар 2017.   | $15.000    | Хамамет, Тунис         | Шљака   | Џејд Сувриџн            | Ана-Ђулија Ремондина Миријана Тона     | 3–6, 4–6              |
| Друго мјесто | 6.  | 27. јануар 2018.    | $15.000    | Хамамет, Тунис         | Шљака   | Наталија Костић         | Карин Кенел Марија Марфутина           | 4–6, 3–6              |
| Побједа      | 8.  | 2. фебруар 2018.    | $15.000    | Хамамет, Тунис         | Шљака   | Наталија Костић         | Андреа Гамиз Гвадалупе Перез Ројас     | нема                  |
| Друго мјесто | 7.  | 10. фебруар 2018.   | $15.000    | Хамамет, Тунис         | Шљака   | Наталија Костић         | Нора Нидмерс Наталија Сидлиска         | 6–7(7–9), 6–0, [6–10] |
| Друго мјесто | 8.  | 14. април 2018.     | $25.000    | Пула, Италија          | Шљака   | Кијара Шол              | Бибијане Шуфс Чантал Шкамлова          | 2–6, 6–3, [7–10]      |